# Liste der höchsten Gebäude in der Volksrepublik China

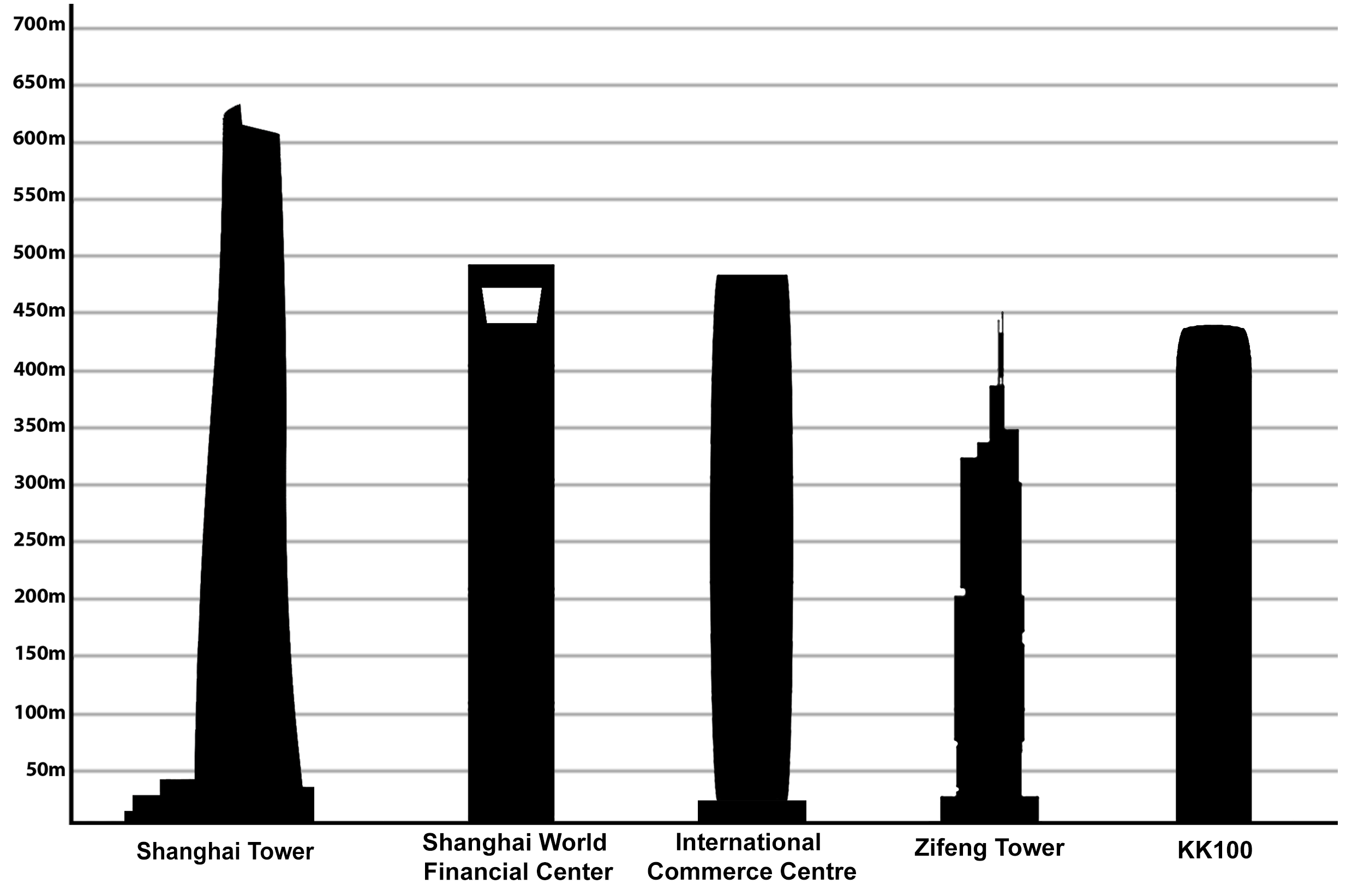
Grafische Darstellung von einigen der höchsten Gebäude Chinas mit Höhenvergleich

Der folgende Artikel umfasst eine Liste von Wolkenkratzern in der Volksrepublik China nach offizieller Höhe, basierend auf den Kriterien des Council on Tall Buildings and Urban Habitat. Die Liste beinhaltet alle fertiggestellten Gebäude ab einer strukturellen Höhe von 350 Metern, sowie alle im Bau (Baustopp inbegriffen) und in Planung befindlichen mit einer Höhe von mindestens 400 Meter. Eine weitere Liste beinhaltet die Wolkenkratzer der Sonderverwaltungszone Hongkong und zuletzt die höchsten Gebäude der VR China und Hongkong ihrer Zeit.

## Überblick
Bedingt durch die Globalisierung und den damit verbundenen wirtschaftlichen Aufstieg der Volksrepublik China herrscht speziell seit Beginn des 21. Jahrhunderts in zahlreichen größeren Städten des Landes eine starke Bautätigkeit (nicht nur bei Wolkenkratzern). Die ersten Hochhäuser, die es in die „Top Ten“ der höchsten Gebäude der Welt schafften, entstanden bereits Mitte und Ende 1990er Jahre. Wie beispielsweise der 421 Meter hohe Jin Mao Tower in Shanghai, der auch von 1999 bis 2008 das höchste Gebäude des Landes war. Mit dem Bau des Shanghai World Financial Centers 2008 und dem Shanghai Tower 2015 konnte Shanghai den Titel als Stadt mit dem höchsten Wolkenkratzer in China halten. Inzwischen zogen jedoch auch zahlreiche andere Städte mit Großprojekten nach, obgleich bisher nur wenige Gebäude als höheres Bauwerk geplant sind. Allerdings ist der Bau von hohen Gebäuden sowohl zahlen- wie auch höhenmäßig nicht gleich auf die Metropolen verteilt. So bauen einige Städte an sehr vielen weniger hohen Bauwerken, während andere nur durch eine Handvoll Projekte hervorstechen, dafür jedoch Höhen von 500 und mehr Metern erreichen. In Shanghai beispielsweise sind nach dem Shanghai Tower keine Wolkenkratzer mehr in Bau oder Planung, welche die Marke von 400 Metern überschreiten.
Die durch die starke Bautätigkeit entstehenden Flächen sollen in den Großstädten, wo häufig entweder nur wenige Bauflächen zur Verfügung stehen oder diese sehr teuer sind, vor allem Büros für nationale und internationale Firmen schaffen. Allerdings handelt es sich nur bei vergleichsweise wenigen Wolkenkratzern um reine Bürogebäude, da auch eine hohe Nachfrage nach Hotels und Wohnraum besteht. Nicht zuletzt finden viele Hochhäuser auch eine touristische Nutzung wie beispielsweise durch die Einrichtung von Aussichtsplattformen oder Gastronomiebetrieben.
Ende April 2020 wurde eine allgemeine Grenze von neuen Projekten bei einer Höhe von 500 Metern gesetzt.

## Tabellarische Auflistung der Wolkenkratzer in der VR China

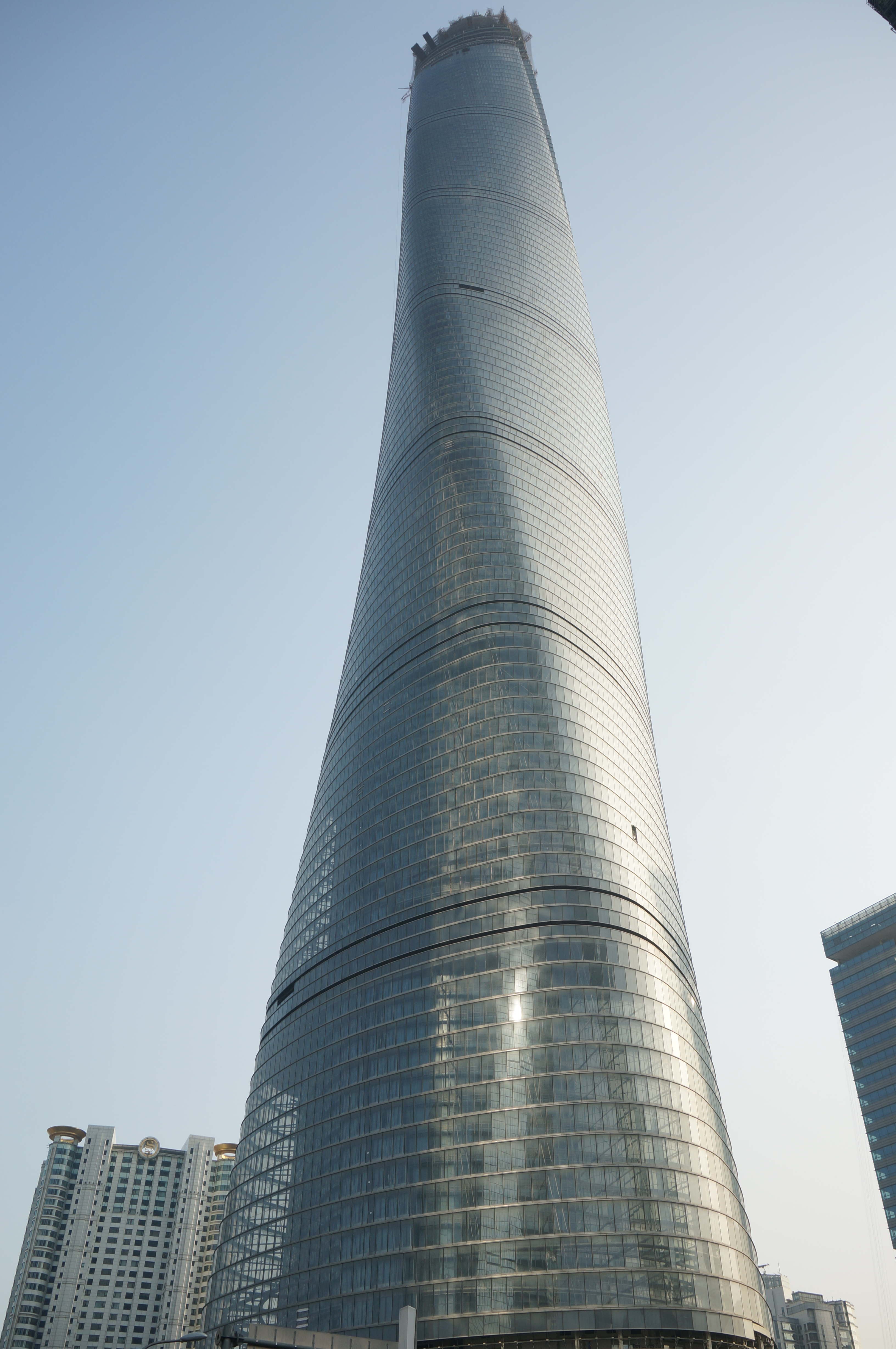
Shanghai Tower, Shanghai
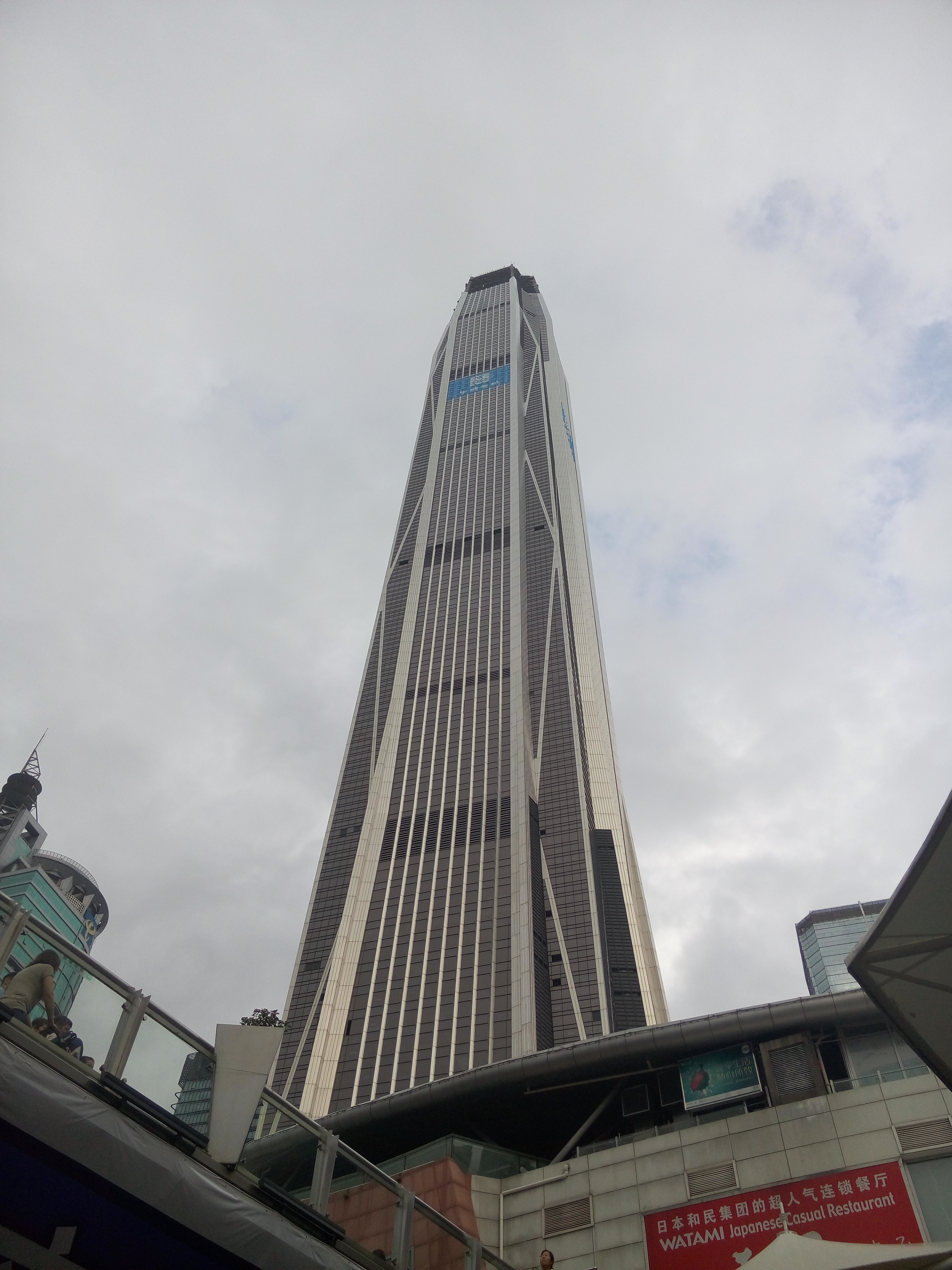
Pingan International Finance Center, Shenzhen
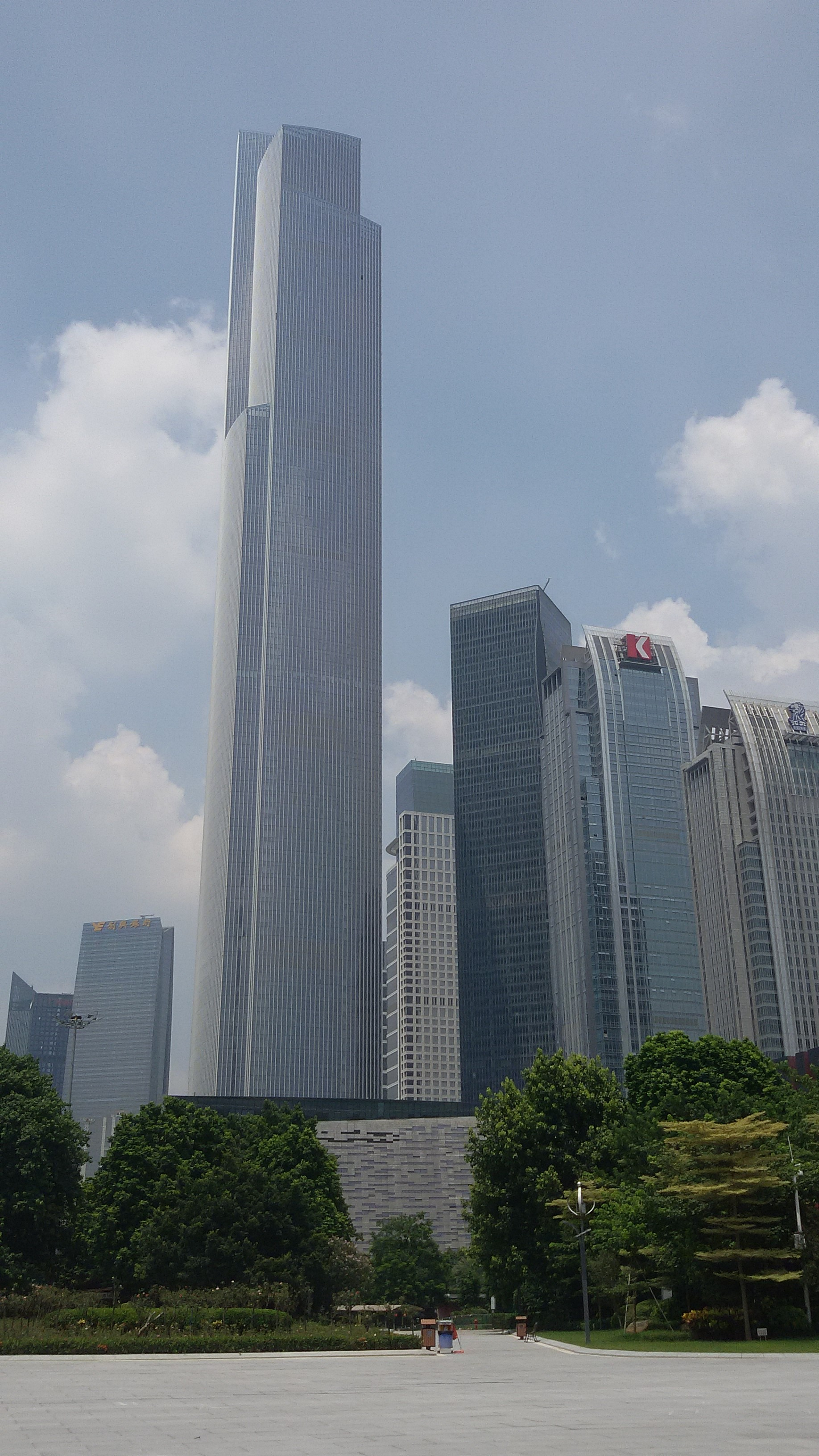
Guangzhou CTF Finance Center, Guangzhou
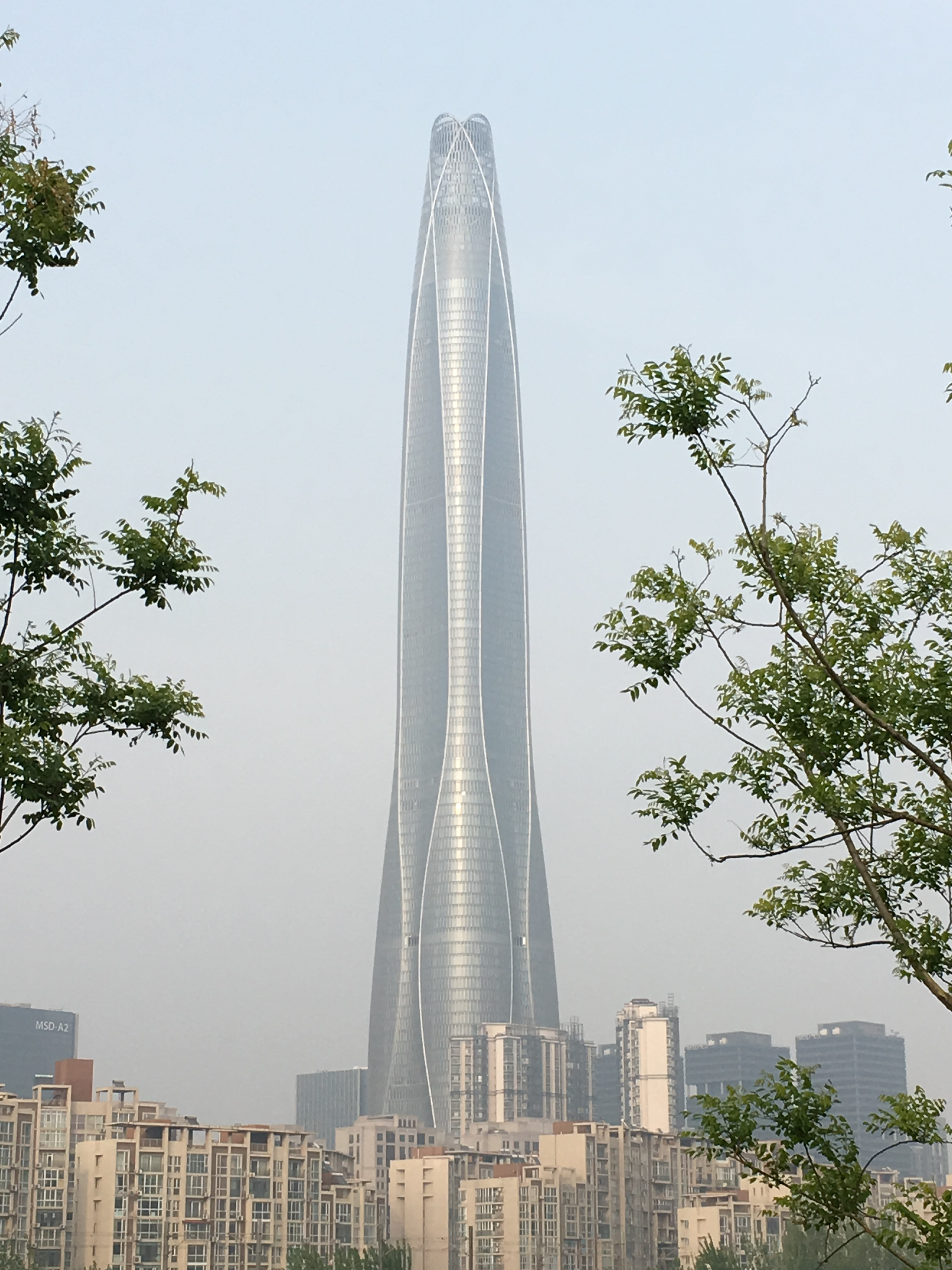
Tianjin CTF Finance Centre, Tianjin
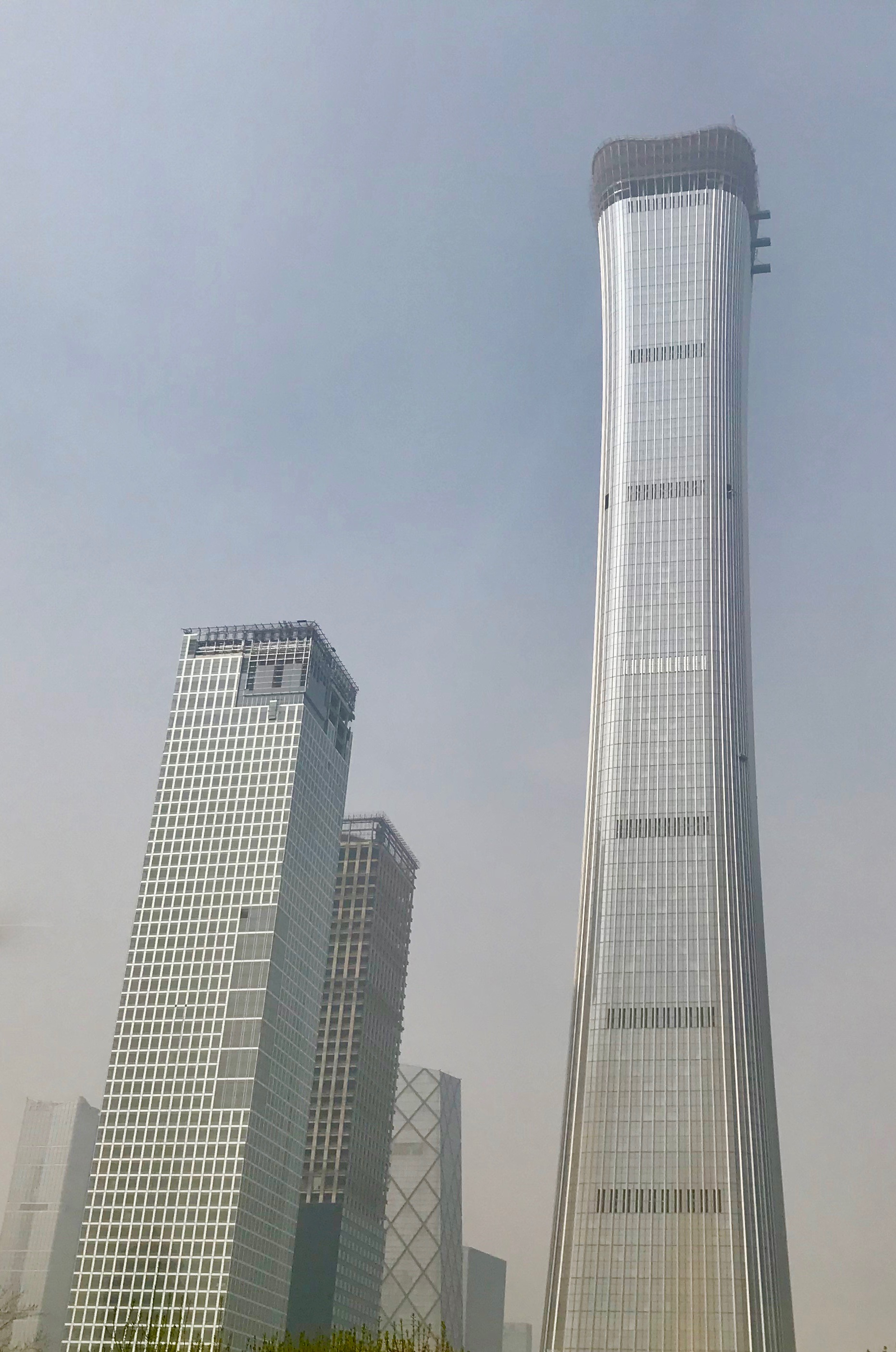
Zhongguo Zun, Peking
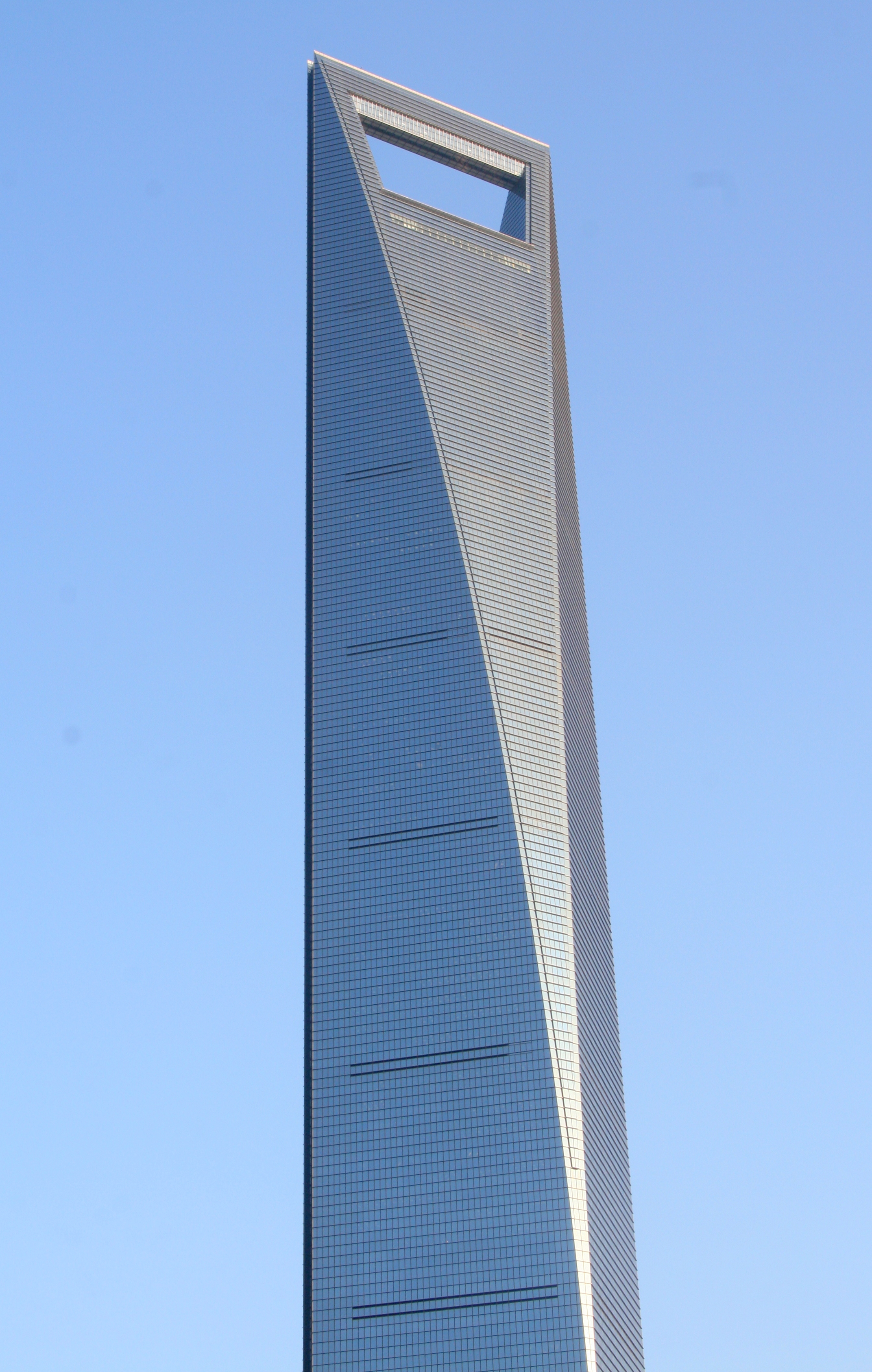
Shanghai World Financial Center, Shanghai
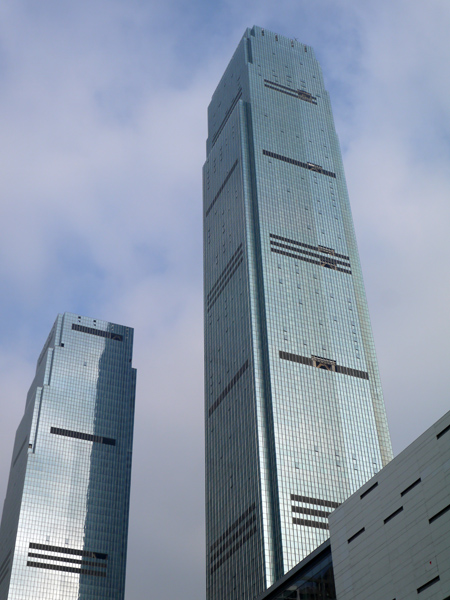
Changsha IFS Tower T2 und T1, Changsha
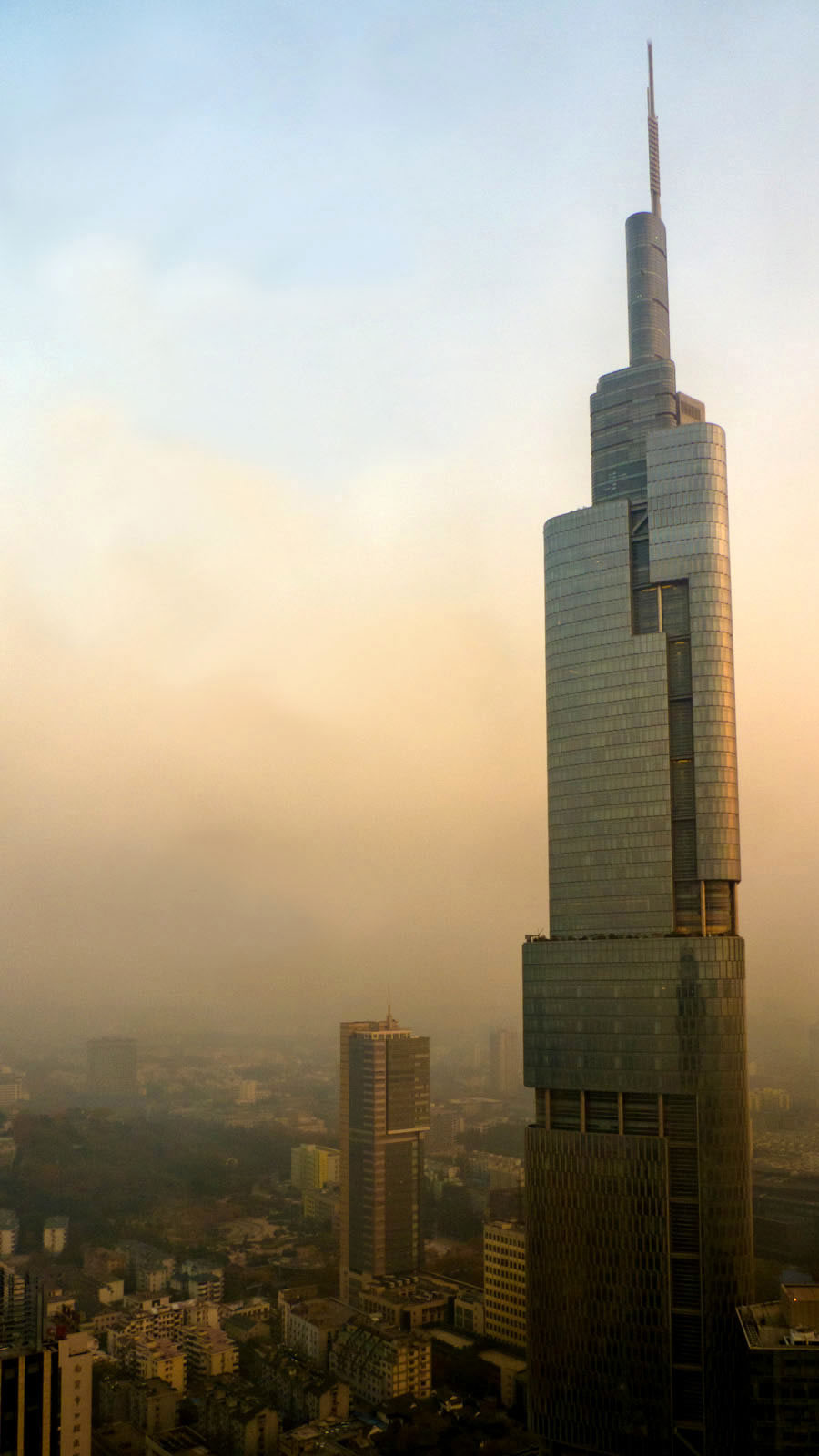
Zifeng Tower, Nanjing
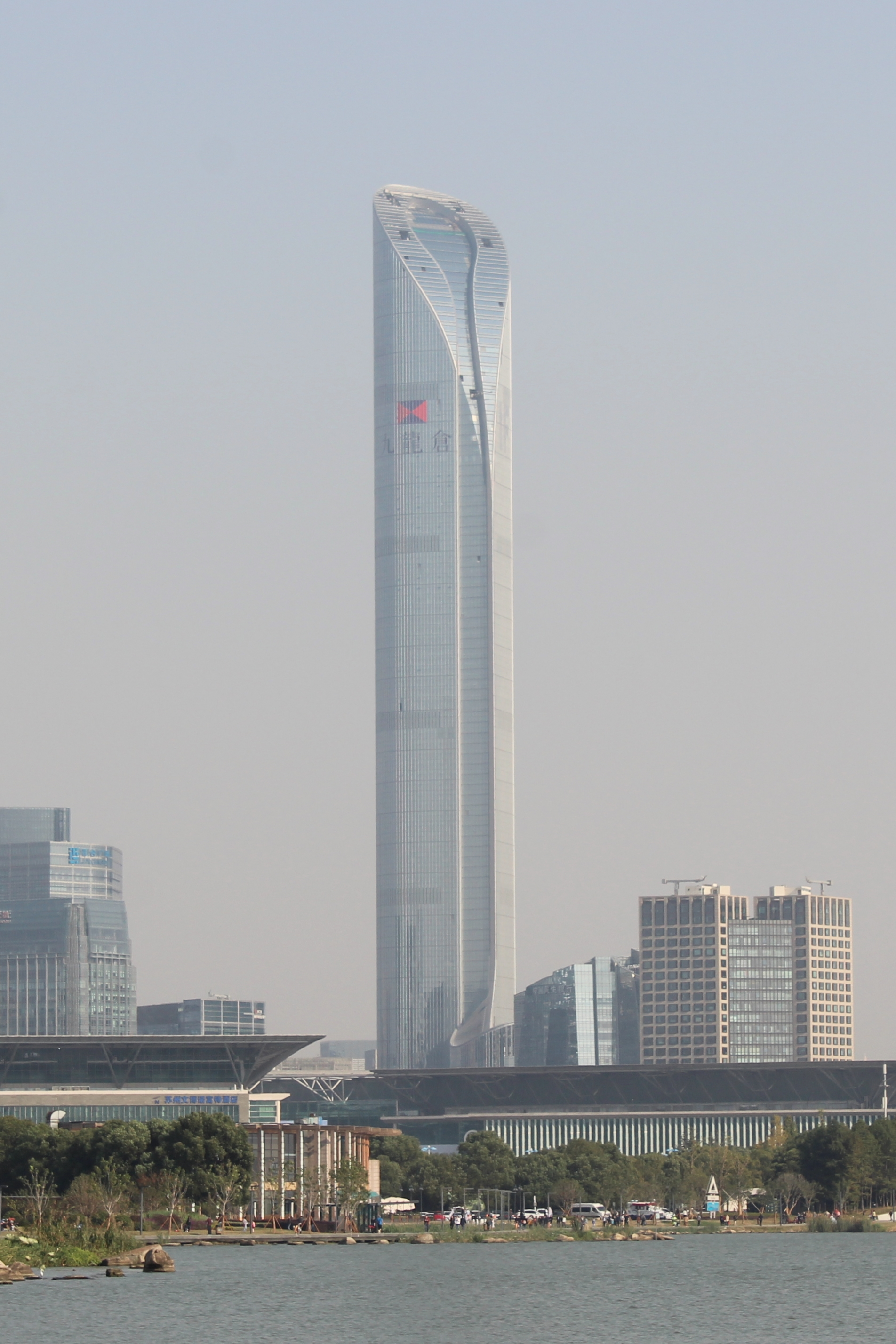
Suzhou Supertower, Suzhou
Kingkey 100, Shenzhen

E. = Etagen, BJ = Baujahr (Jahr der Fertigstellung)
| Nr. | Name                                      | Stadt     | Höhe  | E.  | BJ   | Bemerkungen |
| --- | ----------------------------------------- | --------- | ----- | --- | ---- | --- |
| 01  | Shanghai Tower                            | Shanghai  | 632 m | 128 | 2015 | Zweithöchstes Gebäude der Welt und höchstes der Volksrepublik China; bei Fertigstellung des Suzhou Zhongnan Centers dritthöchstes Gebäude der Welt                    |
| 02  | Ping An Finance Center                    | Shenzhen  | 599 m | 115 | 2017 | Zweithöchstes Gebäude der Volksrepublik China |
| 03  | Guangzhou CTF Finance Centre              | Guangzhou | 530 m | 116 | 2016 | Dritthöchstes Gebäude der Volksrepublik China |
| 03  | Tianjin CTF Finance Centre                | Tianjin   | 530 m | 097 | 2019 | Gemeinsam mit dem Chow Tai Fook Centre in Guangzhou das dritthöchste Gebäude der Volksrepublik China                                                                  |
| 05  | CITIC Tower                               | Peking    | 528 m | 108 | 2018 | Höchstes Gebäude der Hauptstadt Peking. |
| 06  | Shanghai World Financial Center           | Shanghai  | 492 m | 101 | 2008 | War bei Erbauung zweithöchstes Gebäude der Welt und wies die höchste nutzbare Etage auf                                                                               |
| 07  | Wuhan Greenland Center                    | Wuhan     | 476 m | 097 | 2023 | |
| 08  | Changsha IFS Tower T1                     | Changsha  | 452 m | 088 | 2018 | |
| 08  | Zifeng Tower                              | Nanjing   | 450 m | 089 | 2010 | |
| 10  | Suzhou IFS                                | Suzhou    | 450 m | 098 | 2019 | |
| 11  | KK100                                     | Shenzhen  | 441 m | 100 | 2011 | Die 100 im Namen steht für die Etagenanzahl |
| 11  | Wuhan Center                              | Wuhan     | 438 m | 88  | 2019 | |
| 13  | Guangzhou International Finance Center    | Guangzhou | 438 m | 103 | 2010 | |
| 14  | Riverview Plaza A1                        | Wuhan     | 436 m | 073 | 2021 | |
| 15  | Jin Mao Tower                             | Shanghai  | 421 m | 088 | 1998 | War von 1998 bis 2008 der höchste Wolkenkratzer des Landes, derzeit dritthöchstes Gebäude Shanghais. Der Turm beherbergt das höchstgelegene Schwimmbad in ganz Asien. |
| 16  | Nanning China Resources Tower             | Nanning   | 403 m | 085 | 2020 | |
| 17  | Guiyang International Financial Center T1 | Guiyang   | 401 m | 079 | 2020 | |
| 18  | China Resources Headquarters              | Shenzhen  | 392 m | 068 | 2018 | |
| 19  | CITIC Plaza                               | Guangzhou | 390 m | 080 | 1996 | Von 1996 bis 1997 kurzzeitig höchstes Gebäude Chinas; bis 2009 höchstes Gebäude aus Stahlbeton                                                                        |
| 20  | Shum Yip Upperhills Tower 1               | Shenzhen  | 388 m | 080 | 2020 | |
| 21  | Shun Hing Square                          | Shenzhen  | 384 m | 069 | 1996 | Das Gebäude war 1996 kurze Zeit das höchste des Landes. |
| 22  | Eton Place Dalian                         | Dalian    | 383 m | 081 | 2016 | |
| 23  | Logan Century Center 1                    | Nanning   | 381 m | 082 | 2018 | |
| 24  | Dalian International Trade Center         | Dalian    | 370 m | 086 | 2019 | |
| 25  | Golden Eagle Tiandi Tower A               | Nanjing   | 368 m | 077 | 2019 | |
| 26  | The Pinnacle                              | Guangzhou | 360 m | 060 | 2012 | |
| 27  | Hanking Center Tower                      | Shenzhen  | 359 m | 065 | 2018 | |
| 28  | Raffles City Chongqing T4N                | Chongqing | 354 m | 079 | 2019 | |
| 29  | Raffles City Chongqing T3N                | Chongqing | 354 m | 079 | 2019 | |
| 30  | Forum 66                                  | Shenyang  | 350 m | 068 | 2015 | |

## Höchste Gebäude im Bau und in Planung

### Höchste Gebäude im Bau oder Baustopp
Dies ist eine Liste der höchsten sich im Bau oder Baustopp befindlichen Gebäude über 400 Meter.
E. = Etagen, BJ = Baujahr (Jahr der Fertigstellung)
| Name                                           | Stadt        | Höhe  | E.  | BJ   | Bemerkungen                             |
| ---------------------------------------------- | ------------ | ----- | --- | ---- | --------------------------------------- |
| Goldin Finance 117                             | Tianjin      | 597 m | 117 |      | Weiterbau angekündigt, Endhöhe erreicht |
| Dalian Greenland Center                        | Dalian       | 518 m | 88  |      | Derzeit im Baustopp                     |
| Evergrande Hefei Center T1                     | Hefei        | 518 m | 112 | 2025 | Derzeit im Baustopp                     |
| Suzhou Zhongnan Center                         | Suzhou       | 499 m | 103 | 2025 |                                         |
| Hexi Yuzui Tower A                             | Tianjin      | 499 m | 085 | 2025 |                                         |
| Xi’an Greenland Center                         | Xi’an        | 498 m | 101 | 2025 |                                         |
| Tianfu Center                                  | Chengdu      | 489 m | 95  | 2026 |                                         |
| Chushang Building                              | Wuhan        | 475 m | 111 | 2025 |                                         |
| Chengdu Greenland Center                       | Chengdu      | 468 m | 101 | 2024 | Weiterbau angekündigt                   |
| Tianjin R&F Guangdong Tower                    | Tianjin      | 468 m | 091 |      | Derzeit im Baustopp                     |
| Guohua Financial Center Tower 1                | Wuhan        | 465 m | 79  |      |                                         |
| Chongqing Corporate Avenue 1                   | Chongqing    | 458 m | 99  | 2025 |                                         |
| Evergrande City Light                          | Ningbo       | 454 m | 88  |      | Bau gestoppt                            |
| Global Financial Center Tower                  | Shenyang     | 453 m |     |      | Derzeit im Baustopp                     |
| Tianshan Gate of the World                     | Shijiazhuang | 450 m | 106 | 2025 |                                         |
| Chongqing Tall Tower                           | Chongqing    | 431 m | 101 | 2023 | Bau gestoppt                            |
| Haikou Tower 1                                 | Haikou       | 428 m | 094 | 2027 |                                         |
| Shangdong IFC                                  | Jinan        | 428 m | 088 | 2023 | Bau gestoppt                            |
| Greenland Center Tower 1                       | Kunming      | 428 m |     |      | Derzeit im Baustopp                     |
| Nanjing Financial CITY Phase II Plot C Tower 1 | Nanjing      | 426 m | 88  | 2024 |                                         |
| Ningbo Center Tower 1                          | Ningbo       | 409 m | 080 | 2024 |                                         |
| Dongfeng Plaza Landmark Tower                  | Kunming      | 407 m | 100 | 2024 |                                         |

### Höchste Gebäude in Planung
Dies ist eine Liste der höchsten Gebäude, die sich in verschiedenen Phasen der Planung befinden und eine Höhe von mindestens 400 Meter aufweisen.
E. = Etagen, BJ = Baujahr (Jahr der Fertigstellung)
| Name                                                | Stadt     | Höhe    | E.  | BJ   |
| --------------------------------------------------- | --------- | ------- | --- | ---- |
| Shimao Shenzhen-Hong Kong International Center      | Shenzhen  | 700 m   |     |      |
| Shenzhen Tower                                      | Shenzhen  | 642 m   | 128 |      |
| Changchun World Trade Center                        | Changchun | 631 m   | 126 |      |
| Nexus Tower                                         | Shenzhen  | 595 m   | 124 |      |
| Baoneng Binhai Center T1                            | Hefei     | 588 m   | 119 |      |
| Rose Rock International Finance Center              | Tianjin   | 588 m   |     |      |
| Guizhou Culture Plaza Tower                         | Guiyang   | 521 m   | 109 |      |
| Wanda One                                           | Xi’an     | 519 m   |     |      |
| Jinan IFC Landmark Tower                            | Jinan     | 518 m   | 135 |      |
| Shimao Fuzhou Tower                                 | Fuzhou    | 518 m   | 108 |      |
| Caiwuwei Center                                     | Shenzhen  | 500 m   | 110 |      |
| China Resources Hubei Old Village Redevelopment     | Shenzhen  | 500 m   |     | 2025 |
| Rizhao Center                                       | Rizhao    | 485 m   | 94  | 2028 |
| Houjie International Home Furniture Center Building | Dongguan  | 480 m   | 102 |      |
| Kunshan Centre                                      | Suzhou    | 480 m   |     |      |
| Wuhan Pan Hai Times Center Landmark Tower           | Wuhan     | 477 m   | 97  |      |
| SUNAC A-ONE Tower 1                                 | Chongqing | 470 m   | 103 | 2030 |
| ASE Center R6                                       | Tianjin   | 468 m   | 93  |      |
| Baoneng Binhu Center T2                             | Hefei     | 465 m   | 96  | 2028 |
| Suzhou Center North Tower                           | Suzhou    | 460 m   |     | 2027 |
| Wuhan World Trade Center                            | Wuhan     | 438 m   | 86  |      |
| Longemont Asia Pacific Center Phase 2               | Shenyang  | 430 m   | 98  |      |
| Nantong Center                                      | Nantong   | 430 m   | 88  |      |
| Haiya Business Center                               | Kunming   | 428 m   | 98  |      |
| Diamond Tower                                       | Suzhou    | 417,7 m | 79  |      |
| Azure Coast Tower                                   | Qingdao   | 400 m   |     |      |
| Greenland Optics Valley Center Landmark Tower       | Wuhan     | 400 m   |     |      |
| Northstar Changsha Centre Tower 1                   | Changsha  | 400 m   |     |      |

## Tabellarische Auflistung der Wolkenkratzer in Hongkong
Die folgende Tabelle listet alle Wolkenkratzer in der Sonderverwaltungszone Hongkong auf. Obwohl Hongkong zu den Städten mit den meisten Hochhäusern gehört, herrscht im Gegensatz zur übrigen Volksrepublik China dort derzeit kaum Bautätigkeit.

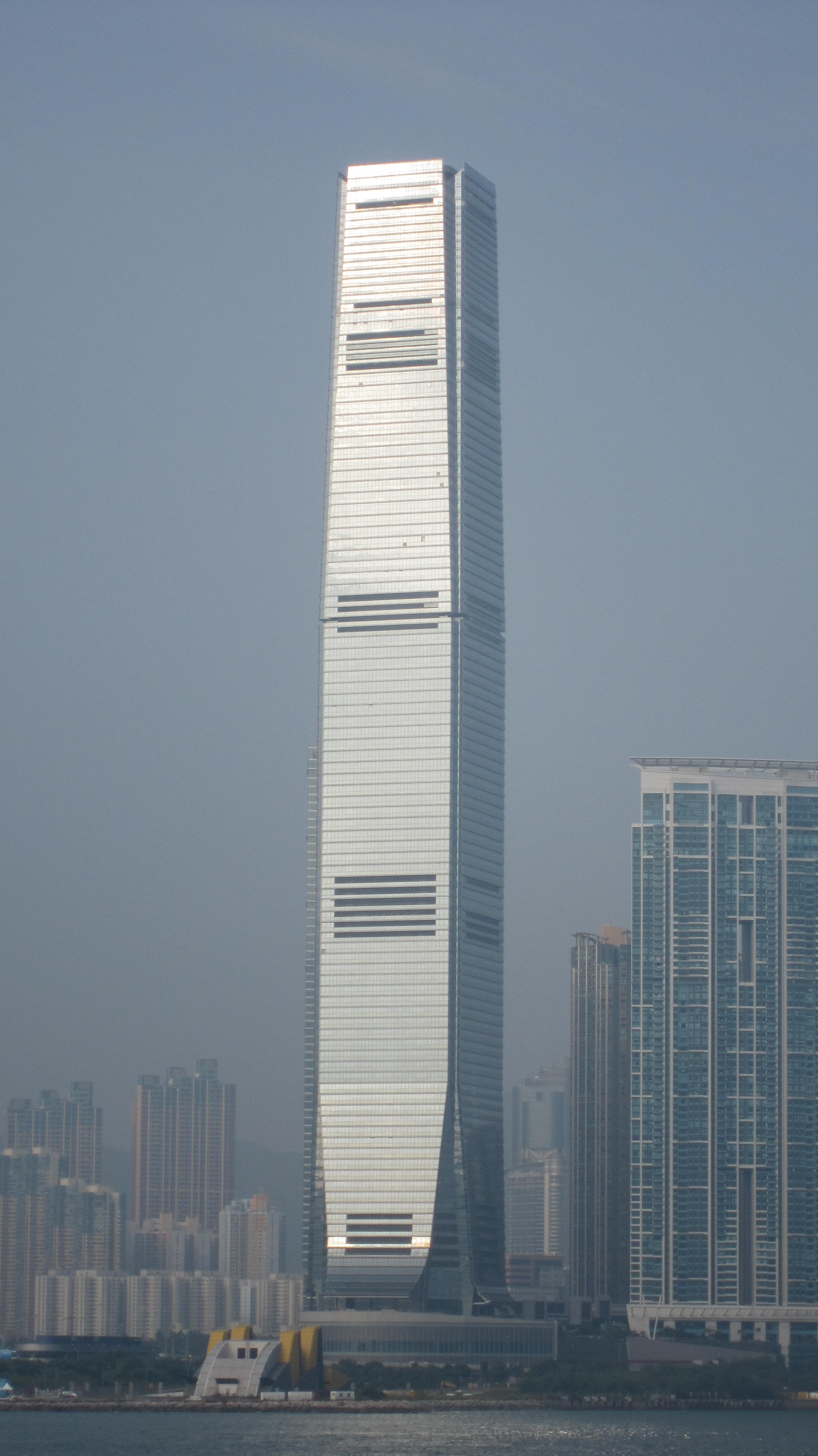
International Commerce Centre
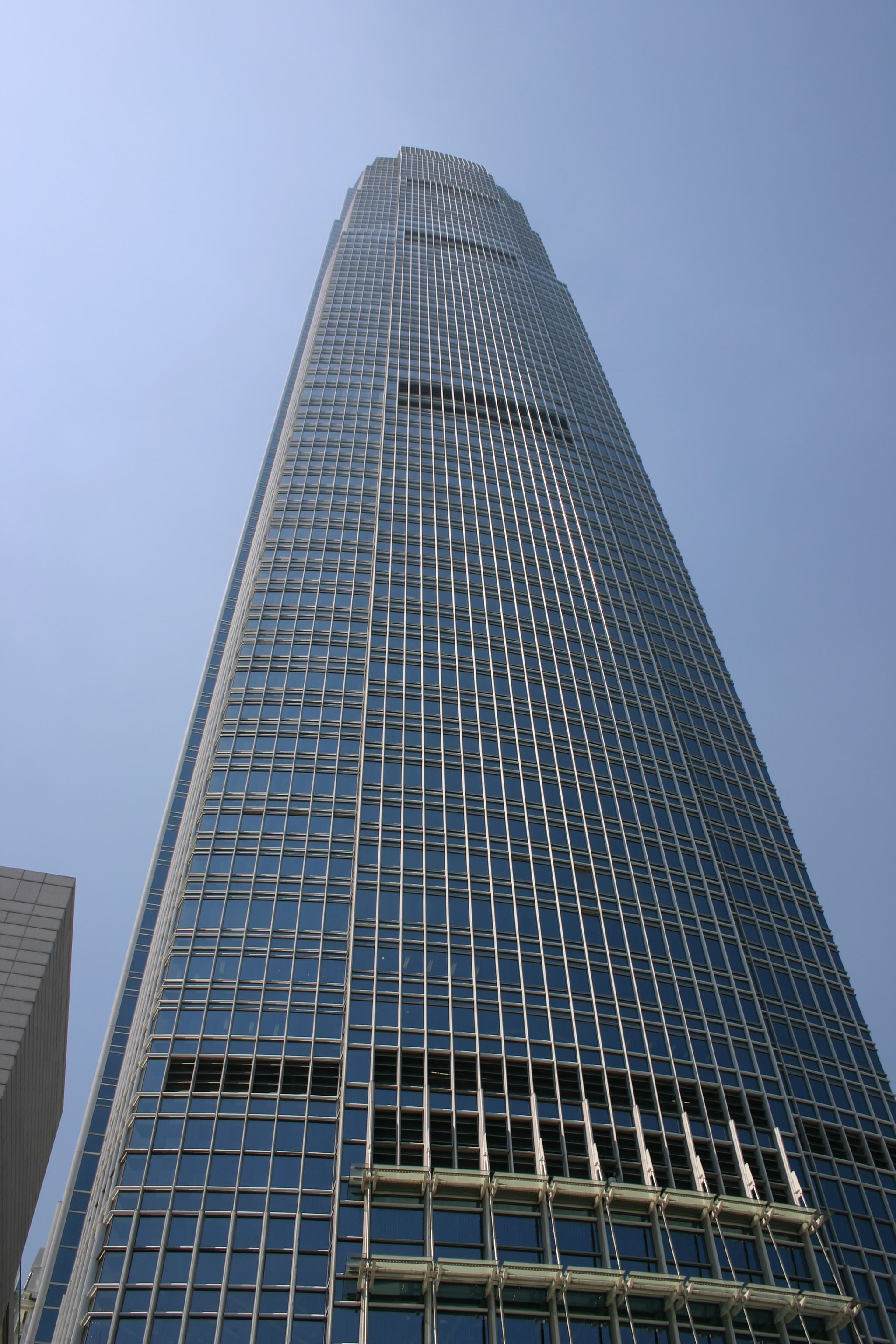
Two International Finance Centre
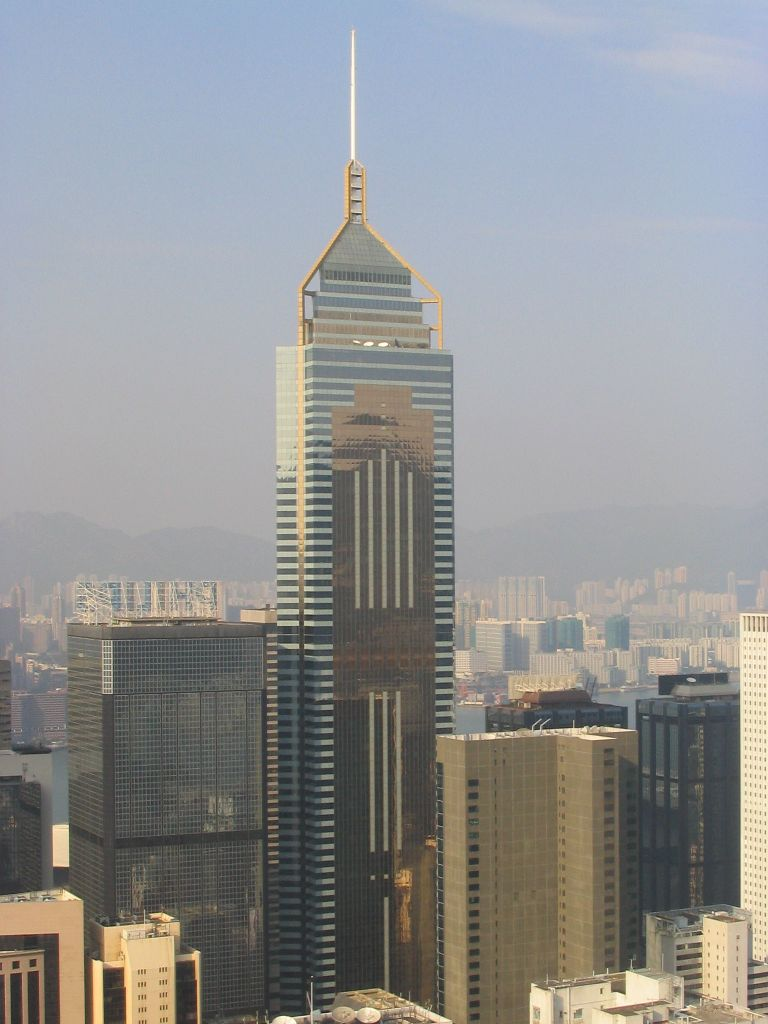
Central Plaza
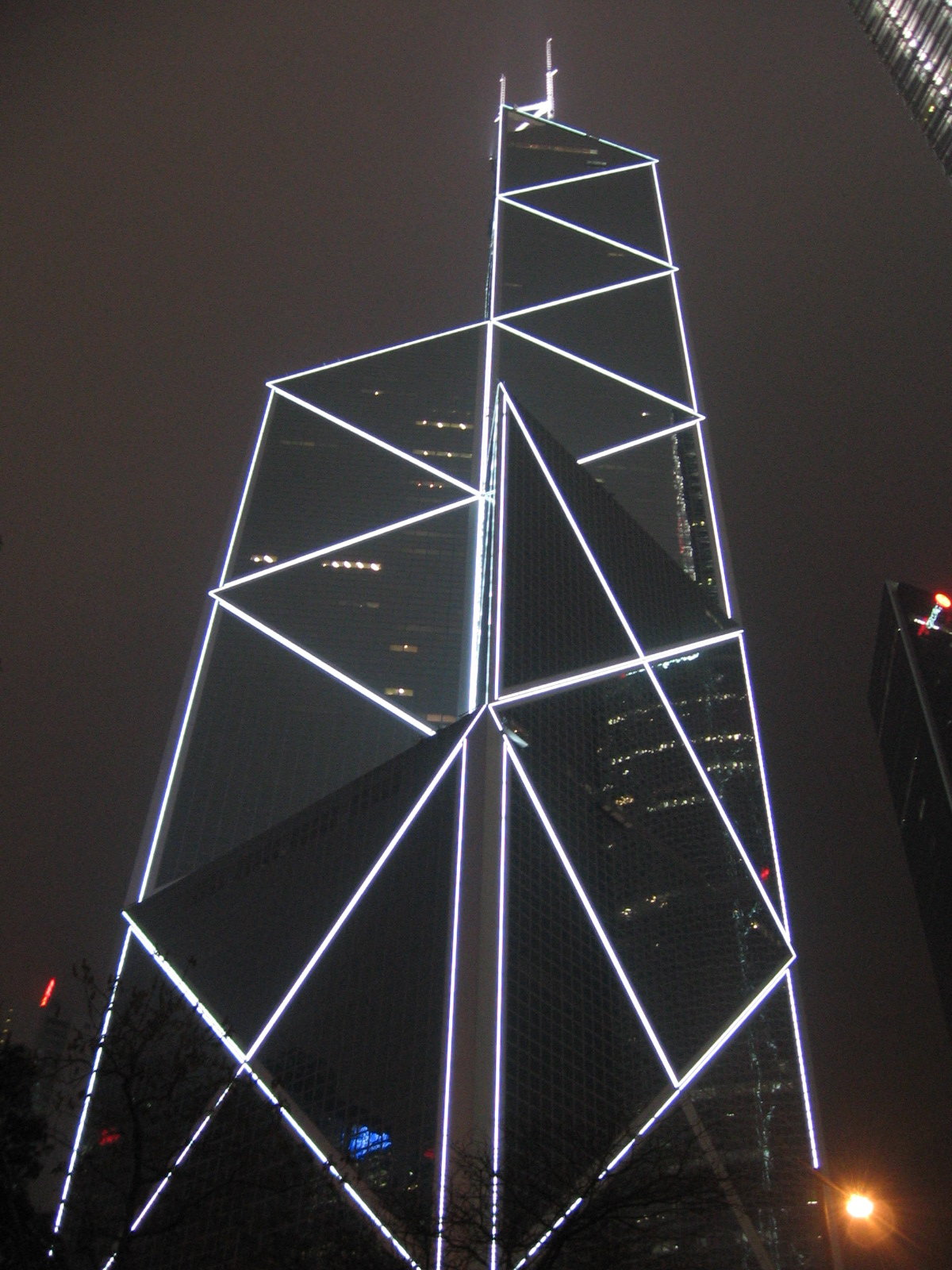
Bank of China Tower

| Nr. | Name                             | Höhe  | Etagen | Baujahr | Status    | Bemerkungen                                                                                       |
| --- | -------------------------------- | ----- | ------ | ------- | --------- | ------------------------------------------------------------------------------------------------- |
| 1   | International Commerce Centre    | 484 m | 108    | 2010    | Bestehend | Höchstes Gebäude in Hongkong. Das Bauwerk beherbergt die höchste Hotel-Suite der Welt.            |
| 2   | Two International Finance Centre | 412 m | 086    | 2003    | Bestehend | War von 2003 bis 2010 Hongkongs höchstes Bauwerk.                                                 |
| 3   | Central Plaza                    | 374 m | 078    | 1992    | Bestehend | Bis 1997 höchstes aus Stahlbeton erbautes Gebäude. 1997 vom CITIC Plaza in Guangzhou übertroffen. |
| 4   | Bank of China Tower              | 367 m | 073    | 1990    | Bestehend |                                                                                                   |
| 5   | The Center                       | 346 m | 073    | 1998    | Bestehend |                                                                                                   |
| 6   | Nina Towers                      | 319 m | 073    | 2006    | Bestehend |                                                                                                   |

## Höchsten Gebäude der VR China und Hongkong ihrer Zeit
| Zeit       | Gebäude                         | Bild | Ort       | Höhe    | Etagen | Bemerkungen                                                                            |
| ---------- | ------------------------------- | ---- | --------- | ------- | ------ | -------------------------------------------------------------------------------------- |
| 1972–1980  | Jardine House                   |      | Hongkong  | 178,5 m | 52     | Der erste Wolkenkratzer Hongkongs und noch eines der ältesten Hochhäuser der Stadt.    |
| 1980–1990  | Hopewell Centre                 |      | Hongkong  | 222 m   | 64     |                                                                                        |
| 1990–1992  | Bank of China Tower             |      | Hongkong  | 367,4 m | 72     | War bei Fertigstellung das höchste Gebäude der Welt außerhalb der Vereinigten Staaten. |
| 1992–1996  | Central Plaza                   |      | Hongkong  | 374 m   | 78     |                                                                                        |
| 1996       | Shun Hing Square                |      | Shenzhen  | 384 m   | 69     | Erstes Gebäude Chinas außerhalb Hongkongs mit über 300 Metern Höhe.                    |
| 1996–1998  | CITIC Plaza                     |      | Guangzhou | 391 m   | 80     |                                                                                        |
| 1998–2008  | Jin Mao Tower                   |      | Shanghai  | 420,5 m | 88     |                                                                                        |
| 2008–2015  | Shanghai World Financial Center |      | Shanghai  | 492 m   | 101    |                                                                                        |
| 2015–heute | Shanghai Tower                  |      | Shanghai  | 632 m   | 128    |                                                                                        |